# Federico Mompou
Federico Mompou Dencausse (Barcelona, 16 de abril de 1893-ibidem, 30 de junio de 1987), fue un compositor español, famoso principalmente por sus obras para piano solo.

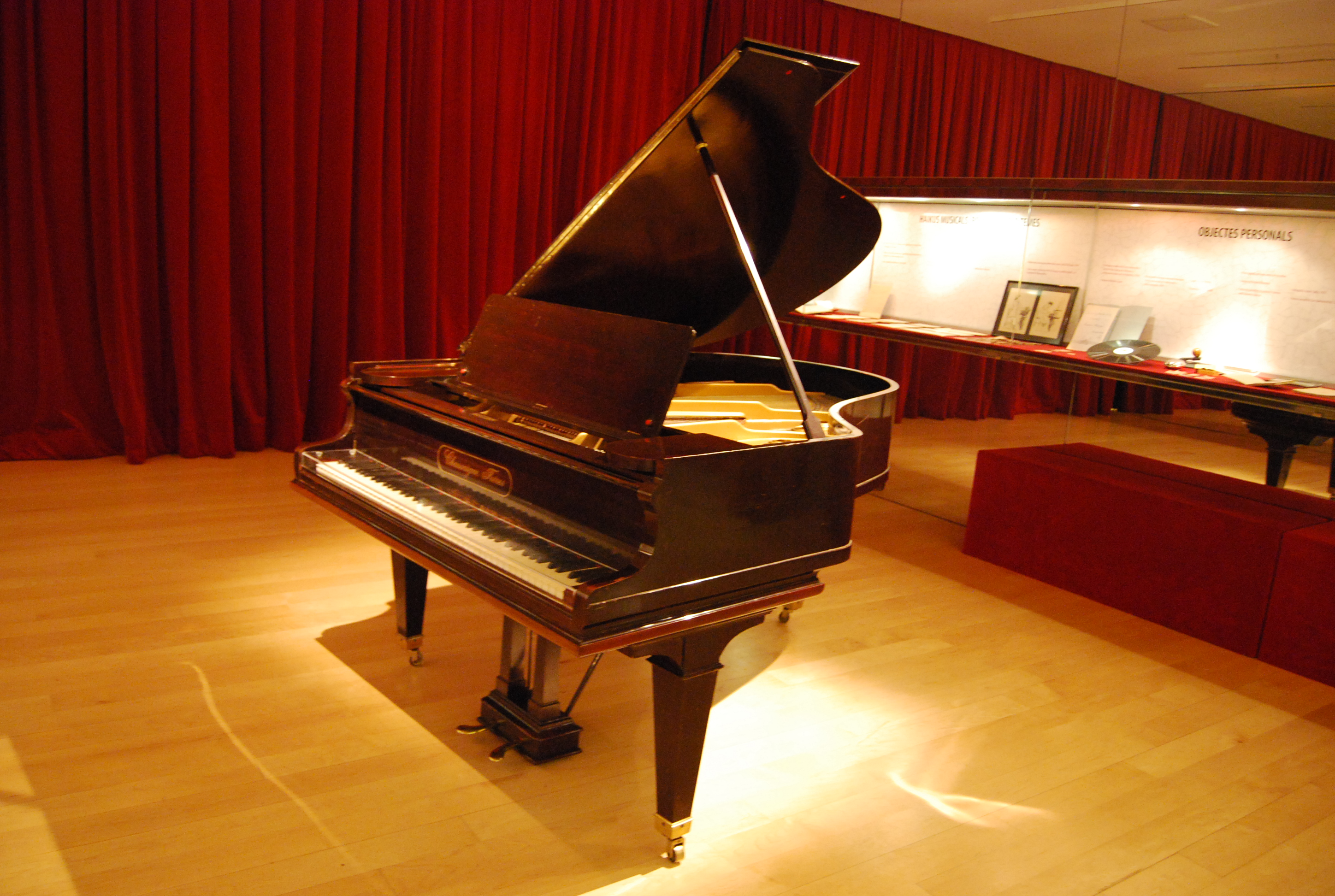
Piano de Mompou, en el Museo de la Música de Barcelona

## Biografía
Mompou nació en Barcelona en 1893, de padres con ascendencia francesa. Estudió piano en el Conservatorio del Liceo de Barcelona y ofreció su primer recital público a la edad de 15 años. En 1909, escuchó a Gabriel Fauré interpretar su Quinteto número 1 op. 89 y quedó tan impresionado que decidió ser compositor. Con una recomendación de Enrique Granados fue a París en 1911 para estudiar piano junto a Isidor Philipp y Ferdinand Motte Lacroix y armonía con Marcel Samuel Rousseau. Ese mismo año, compuso su primera pieza para piano.
En 1914, regresó a Barcelona, huyendo de la Primera Guerra Mundial. Publicó entonces sus primeras obras para piano (Impresiones íntimas, Scènes d'enfants...) y su primera canción, L'hora grisa, guiado por un ideal estético claro: la máxima expresión con los mínimos medios.
Regresó a la capital francesa en 1921 para huir de nuevo en 1941 tras la ocupación alemana. Durante su segunda estancia en París, el crítico Émile Vuillermoz publicó un artículo elogioso sobre Mompou que dotó a este de una celebridad inesperada. Gracias a ella, tuvo ocasión de tratar a los principales compositores franceses de la época. Datan de entonces varias obras para piano (Dialogues) y canciones (Cançoneta incerta).
Su obra Sinfonía Azul, tercera (Placide) del primer cuaderno de Música callada, es desde la década de 1940 y hasta ahora, la sintonía que identifica a la Cadena SER.
De regreso en España, siguió componiendo música para piano y canciones. Durante un concurso de piano, conoció a la pianista Carme Bravo, de cuya interpretación de Schumann quedó prendado, y en 1957 contrajeron matrimonio. En 1964, hizo una incursión en la música sacra con el oratorio Los improperios.
Fue miembro de la Real Academia Catalana de Bellas Artes de San Jorge y Premio Nacional de Música de España. En 1978 una hemorragia cerebral le obligó a abandonar la composición. Falleció en 1987 a la edad de 94 años.

## Estilo

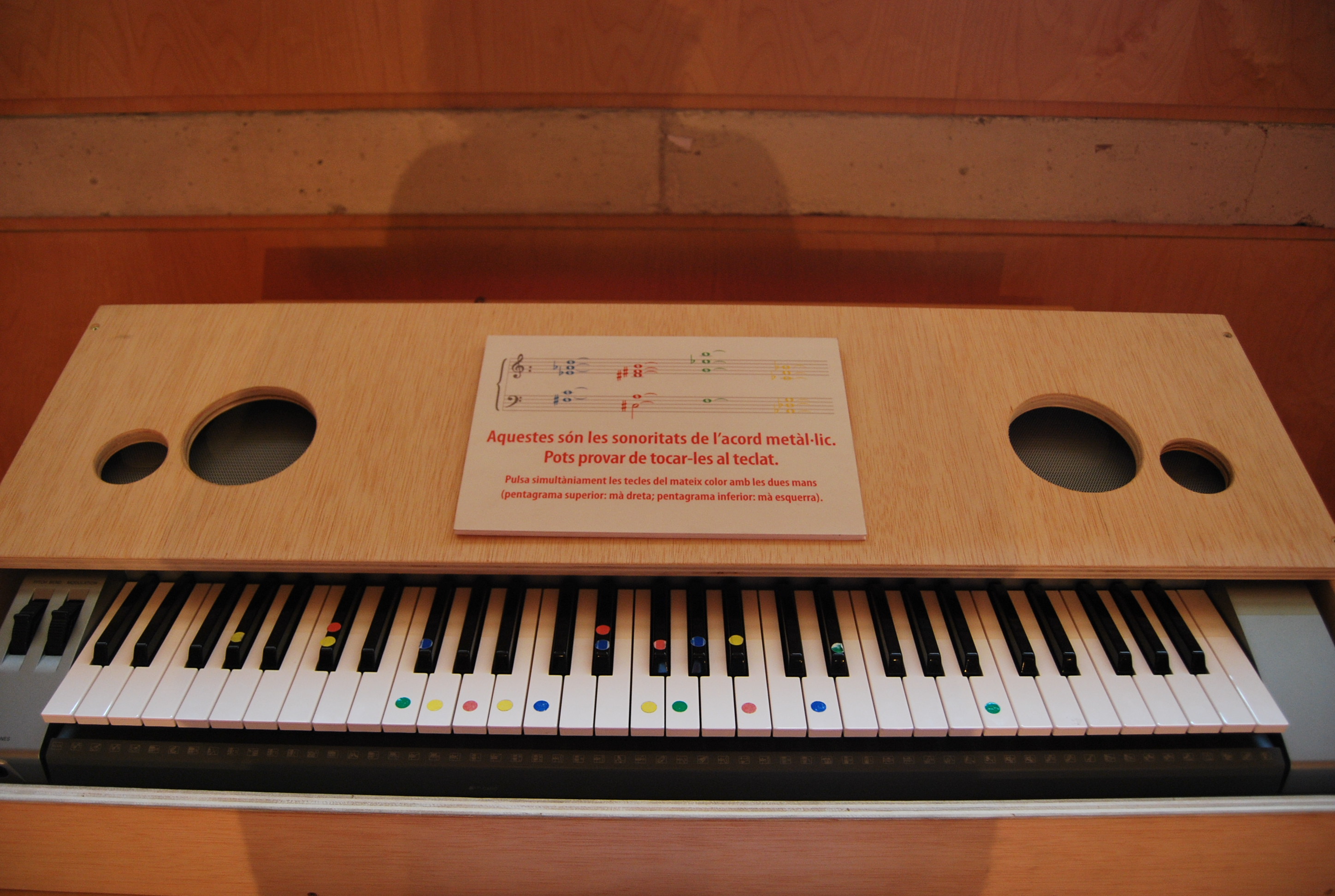
Mompou. El pianista experimentó con los sonidos de los "acordes metálicos", explicado en este teclado de la sala de interactivos del Museo de la Música de Barcelona en motivo de la exposición temporal que se le dedicó al músico

Mompou era un miniaturista en sus obras, casi siempre breves y de una música relativamente improvisada. Su obra se ha descrito como «delicada» e «íntima». Según sus propias palabras, era «un hombre de pocas palabras y un músico de pocas notas». Mompou encontró en el verso de san Juan de la Cruz «la música callada» (Cántico espiritual) una expresión de su ideal estético: «una música que sea la voz del silencio», sin huecos ni adornos.
Sus principales influencias fueron el impresionismo francés, así como los compositores franceses Erik Satie y muy especialmente Gabriel Fauré y Francis Poulenc, lo que le dio un estilo en el que la expresión está concentrada en formas muy pequeñas. En muchas de sus piezas, toma melodías del folklore catalán, adaptándolas a su peculiar mundo sonoro. Sus acordes evocan a menudo el sonido de las campanas de bronce, recuerdo infantil de la fábrica de campanas en la que trabajaba su abuelo. «La música menos compuesta del mundo», en palabras del propio compositor, ha admitido orquestaciones de otros autores y, ya en el siglo XXI, adaptaciones expansivas al lenguaje del jazz. El compositor Óscar Esplá, contemporáneo y amigo de Mompou, destacó en la música de este el «caminar hacia la esencia... es decir, menosprecio del cuerpo, del peso, de la dimensión».
Uno de sus intérpretes el pianista ruso Arkadi Volodos dice de su música: «Un amigo me lo hizo escuchar y me gustó mucho, un sonido nostálgico, minimalista, como Ravel. Pero cuando descubrí la Música callada, entendí toda su filosofía, su espíritu zen, la dualidad entre las notas y los silencios. La toqué en la Filarmónica de Berlín y en el Concertgebouw de Ámsterdam con el público en silencio absoluto durante 20 minutos. Fue impresionante. Mompou decía que el silencio es la eternidad sonora, su música es pura metafísica. Él no quería innovar y, sin embargo, su música expresa algo totalmente diferente, el silencio sonoro. Él ya lo decía: "Jo no componc, descomponc".

## En el teatro
En abril de 2011 se estrenó en Berlín, en el Theaterforum Kreuzberg, una teatralización de la música del compositor. La compañía escénica 360° Theaterensemble trasladó al teatro el álbum Suburbis de 1917. Esta pieza escénica gozó de gran éxito en los teatros berlineses.

## La Fundación Frederic Mompou
En 2006, fue creada, entre otras personas, por su viuda, la pianista Carmen Bravo, la Fundación Frederic Mompou dedicada a la difusión de la obra del compositor; entidad que en el año 2008 presentó una cuarentena de piezas para piano inéditas fechadas entre 1911 y 1920, así como algunas piezas de la década de los 40.

## Obras selectas

### Composiciones para piano solo
- Música Callada (Primer cuaderno - 1951, Segundo cuaderno - 1962, Tercer cuaderno - 1965, Cuarto cuaderno - 1967)
- Paisajes (1942-1960)
- Variations sur un thème de Chopin (1938-1957)
- Souvenirs de l'Exposition (1937)
- Préludes (1927-1960)
- Cançons i danses (1921-1963)
- Dialogues (1923)
- Trois variations (1921)
- Charmes (1920-1921)
- Fêtes lontaines (1920)
- Cants màgics (1917-1919)
- Suburbis (1916-1917)
- Scènes d’enfants (1915-1918)
- Pessebres (1914-1917)
- Impresiones íntimas (1911-1914)
- Canción de cuna (1951)
- Ballet (1949)

### Composiciones para voz y piano
- Cantar del alma (1951)
- Combat del somni (1942-1950)
- Comptines (1926-1943)
- Cuatro Melodías (1925)
- L'hora grisa (1915)
- Cant de la Victòria (1949)

### Composiciones para guitarra sola
- Suite Compostelana (1962), dedicada a Andrés Segovia
- Cançó i dansa nº13 (1972), dedicada a Narciso Yepes
- Cançó i dansa nº10 (Existe una versión para guitarra del propio Mompou) (1953),

### Composiciones para coro y orquesta
- Los Improperios (1964)